# Ковда, Виктор Абрамович
Ви́ктор Абра́мович Ко́вда (29 декабря 1904 — 23 октября 1991) — советский почвовед, член-корреспондент АН СССР (1953).
Автор классических трудов в области генезиса, эволюции и мелиорации почв, их роли в функционировании биосферы планеты. Является одним из основоположников современных теорий опустынивания, аридизации и засоления почв.

## Биография
Родился 29 декабря 1904 года во Владикавказе.
Окончил Кубанский сельскохозяйственный институт (1927), аспирантуру там же (1930), в 1930—1931 годах по направлению Наркомзема стажировался в Цюрихе у Г. Вигнера, в 1931 году приглашён Б. Б. Полыновым в Почвенный институт имени В. В. Докучаева, где он и работал до 1958 года, заведуя организованной им лабораторией засолённых почв. Член ВКП(б) с 1927 года. Доктор геолого-минералогических наук (1938). Тема диссертации: «Солончаки и солонцы». Член-корреспондент АН СССР (1953).
Профессор (1953—1973), заведующий кафедрой почвоведения (1953—1958, 1962—1973) биолого-почвенного факультета МГУ. Заведующий кафедрой почвоведения факультета почвоведения (1973—1980). Член комиссии по разделению биолого-почвенного факультета на биологический факультет и факультет почвоведения (1973).
Директор Института агрохимии и почвоведения АН СССР (1971—1980).
В 1939 году стал профессором МГУ имени М. В. Ломоносова, читал до 1941 года курс «Мелиорация почв»; в 1941—1942 годах — директор института ботаники и почвоведения Узбекского филиала АН СССР. В 1953—1958 и 1964—1980 годах заведовал кафедрой общего почвоведения биолого-почвенного факультета, а с 1973 года — факультета почвоведения. В это время и до 1988 года читал курсы лекций по почвоведению и биогеохимии почвенных процессов.
В 1955 году В. А. Ковда подписал письмо с критикой роли президента ВАСХНИЛ Т. Д. Лысенко в сельскохозяйственной науке и «разоблачением бесплодности его системы органо-минеральных удобрений и ошибочности ее теоретического обоснования», направленного в Президиум ЦК КПСС группой 26 почвоведов, агрохимиков и агрономов.
В 1969—1971 годах по инициативе Ковды был создан Институт агрохимии и почвоведения АН СССР в Пущино. Руководил им до 1980 года, затем был заведующим лабораторией почвенных ресурсов и советником дирекции.
Выполнял международную организаторскую работу. В 1958—1965 годах директор Департамента точных и естественных наук ЮНЕСКО (Париж), инициатор и руководитель (1960—1965) Международного проекта ФАО/ЮНЕСКО «Почвенная карта мира». В 1968—1969 годах был президентом Всесоюзного общества почвоведов, на IX Международном конгрессе почвоведов (1968, Австралия) избран президентом Международного общества почвоведов и принял активное участие в подготовке X Международного конгресса почвоведов 1974 года в Москве.
В 1970 г. Ковда руководил советской делегацией, направленной в Нью-Йорк для подготовке к Стокгольмской конференции по проблемам окружающей среды (1972 года)..
Умер 23 октября 1991 года. Похоронен в Москве на Троекуровском кладбище.

## Семья
Жена — Раиса Яковлевна Цыбулевская (1905—1955), врач. Ее племянник — Александр Цыбулевский (1928—1975), поэт, прозаик и литературовед.
Сыновья — Александр Ковда (1930—1995), физик, погиб; Вадим Ковда (1936—2020), кинооператор научно-популярных фильмов, поэт.
Жена Ковда Александра Фроловна (1925—2011), дочери Ольга и Ирина — начальник отдела Департамента координации деятельности научных организаций Министерства науки и высшего образования РФ.

## Награды и премии
- заслуженный деятель науки Узбекской ССР (1943)
- орден Октябрьской революции (1974)
- орден «Знак Почёта» (1945)
- орден Дружбы народов (1984)
- два ордена Трудового Красного Знамени (1953; 1964)
- медали
- Сталинская премия третьей степени (1951) — за исследование процесса засоления почв и разработку мер борьбы с ними
- Сталинская премия (1953)
- Государственная премия СССР (1987) — за цикл работ «Почвы мира: картография, генезис, ресурсы, освоение» (1965—1985)
- Международная научная премия и медаль ЮНЕСКО (англ.)

и др.
- Золотая медаль имени В. В. Докучаева